# Clawfinger
Clawfinger (пер. когтистый палец) — шведская рэп-метал группа, основанная в 1988 году.

## История
Борд Торстенсен и Эрленд Оттем в 1988 году переехали из небольшого города Арендал (губерния Эуст-Агдер на юге Норвегии), где играли в рок-группе Theo, в столицу Швеции — Стокгольм для прохождения альтернативной службы в армии. Здесь они работали в госпитале Rosegrove, ухаживая за престарелыми людьми. Там же они познакомились с двумя молодыми людьми, также мечтавшими о музыкальной карьере — Зак Телл и Йоке Ског. В октябре 1990 года Торстенсен и Телл начали заниматься студийной обработкой своих композиторских идей. В качестве ударника (а также как клавишник и бас-гитарист) к ним присоединился Ског. Оттем стал в группе вторым гитаристом.
Летом 1991 года новоиспеченный квартет Clawfinger скомпоновал демо-кассету с четырьмя треками, в числе которых была и композиция «Nigger», принесшая группе первую известность. Композиция была в активной ротации на Национальном радио, через некоторое время она стала песней недели. Летом 1992 года Clawfinger стали обладателями студийного контракта.

### Deaf Dumb Blind
Первый альбом норвежско-шведской группы, Deaf Dumb Blind (Глухой, Глупый, Слепой) вышел в апреле 1993 года. Гибрид динамичного металла и ритмичного рэп-речитатива музыкальная пресса Швеции титуловала званием «лучшего хард-рок-дебюта за всю историю шведской музыки». На церемонии вручения Swedish Grammy Awards музыканты стали дважды героями — как лучшая метал-группа и обладатели лучшего видео. Изданный сначала только в Скандинавии, со временем Deaf Dumb Blind был опубликован разными лейблами в Северной Америке и Европе. Он успешно «прочартился» в Германии, Швеции, Норвегии и Швейцарии, разойдясь в мире 600-тысячным тиражом.

### Use Your Brain
Второй лонг-плей Use Your Brain (Используй свой мозг) был записан в 1995 году. Разница между первым и вторым альбомом, по словам Зака Телла, заключалась в 250 концертах, сыгранных в рамках первого мирового турне. Крупнейшие фестивали в Германии, Голландии, Бельгии, Дании, Швеции, европейские туры на разогреве у Alice in Chains и Anthrax, а следом и 45 самостоятельных концертов по Европе, в том числе по странам бывшего соцлагеря, где группу принимали очень хорошо.
Песни, представленные на обоих дисках, звучат на английском языке. Тексты пишет и начитывает практически единолично Зак. Его детство прошло в Англии, поэтому английский для него родной. Это сыграло не последнюю роль в популяризации команды за пределами Скандинавии, не в меньшей степени, чем фантазия и мастерство музыкантов. Берд и Эрленд постоянно заняты изобретением новых риффов, причём предпочитают не пользоваться примочками. Джок с помощью своих вечно обновляемых технических приспособлений программирует очень мощные, тяжёлые ударные. Скрэтчи вклиниваются в саунд рычащими, крикливыми репликами. Их подбором и обработкой заведуют продюсер Якоб Хеллнер и один из лучших шведских скрэтчеров Слипи. К рассмотрению принимаются идеи всех участников, но чаще других автором музыки становится Зак Телл. Среди артистов, оказавших на его творчество наиболее ощутимое влияние, он называет Джелло Биафру из группы Dead Kennedys, Public Enemy и Фрэнка Заппу. «Мне нравится, что он не церемонится с чужой музыкой», — говорит он о Заппе.
Гастролям была отдана львиная доля 1996 года. Одно из наиболее примечательных событий — участие в передвижном фестивале Monsters of Rock в Южной Америке.

### Clawfinger
Clawfinger — так назывался третий альбом группы, изданный в 1997 году. На этот раз свой шведский рэп-метал команда приправила мелодиями Ближнего Востока и более динамичными вокальными партиями. Элементы world music, умело введенные продюсером Питером Рирдоном, расцветили, но не перекрыли характерный монохроматичный, слегка механизированный саунд. Альбом получил широкий отклик у европейских меломанов. Однако к тому времени когда Clawfinger наконец появился в Америке (а это случилось только в 1999 году), многие группы, играющие на стыке рэпа и метала, например Rage Against The Machine, проделали гораздо более серьёзную и эффектную работу по переплавке разных стилей, чем скандинавы. Так что третий альбом Clawfinger прошёл в Штатах почти незамеченным. Зато не были обделены вниманием их концерты, тем более что команде посчастливилось сыграть на площадках ведущих фестивалей в компании таких корифеев, как Элис Купер, Faith No More и Megadeth, где их выступления собирали до 80 тысяч зрителей.

### A Whole Lot of Nothing
Так же скромно откликнулись Штаты на следующий лонг-плей A Whole Lot of Nothing (2001), на котором четверка при поддержке басиста Андре Скога продолжила разговор на политические и антирасистские темы под агрессивный и тяжелый гитарный аккомпанемент. Альбом отличали сложные инструментальные аранжировки, был также использован звук клавишных синтезаторов. Отмечен уклон в популярный в то время стиль Nu-Metal.

### Zeroes & Heroes
Пятая студийная работа Clawfinger Zeroes & Heroes, изданная к 10-летнему юбилею коллектива в 2003 году, осталась достоянием исключительно европейского слушателя. Неоднозначные тексты, затрагивающие скандальные темы, тяжелые и агрессивные аранжировки с минимумом электронных сэмплов.
В октябре 2003 года скандинавы понесли первую кадровую потерю: гитарист Эрленд Оттем, уставший от шоу-бизнеса, дружески попрощался с коллегами, чтобы заняться своей первой профессией — программированием, которая к тому же позволяла гораздо больше времени проводить с семьей.

### Hate Yourself with Style
После коротенького тура началась очередная студийная сессия. На сей раз, плодом стараний стал релиз 2005 года Hate Yourself with Style. Выполненная в духе самых знаменитых творений Clawfinger, пластинка разошлась довольно-таки неплохим тиражом и возродила начавший уже было угасать интерес к этому коллективу.

### Life Will Kill You
Вышел в 2007 году. Долгое время считался последней студийной работой группы — до выхода Deafer, Dumber, Blinder в 2014 году — через 21 год после выхода первого альбома группы, к названию которого имеет прямую отсылку.

### Временное прекращение активной деятельности
24 августа 2013 года на своей страничке в Facebook группа объявила о временном прекращении деятельности.
Однако, с 2014 года Clawfinger вновь начал время от времени участвовать в концертных выступлениях на радость фанатам.

## Дискография

### Студийные альбомы
- 1993 — Deaf Dumb Blind
- 1995 — Use Your Brain
- 1997 — Clawfinger
- 2001 — A Whole Lot of Nothing
- 2003 — Zeros & Heroes
- 2005 — Hate Yourself with Style
- 2007 — Life Will Kill You

### Бокс-сет
- 2014 — Deafer Dumber Blinder

### Синглы
Deaf Dumb Blind
- «Rosegrove» (Scandinavia only) (1993?)
- «Nigger v1» (Scandinavia only) (1993?)
- «Nigger v2» (1993)
- «The Truth» (1993)
- «Warfair» (1993)
- «Warfair» Remixes (1993)

Use Your Brain
- «Pin Me Down 1» (1995)
- «Pin Me Down 2» (1995)
- «Do What I Say» (1995)
- «Tomorrow» (1996)

Clawfinger
- «Biggest & the Best» (1997)
- «Two Sides» (1997)
- «Don’t Wake Me Up» (1998)
- «Two Sides» E.P. (1999)

A Whole Lot of Nothing
- «Out to Get Me» (2001)
- «Out to Get Me» — Limited Edition 1 (2001)
- «Out to Get Me» — Limited Edition 2 (2001)
- «Nothing Going On» (2001)

Zeros & Heroes
- «Recipe for Hate» (2003)
- Bitch (Promo-CDS) (2003)

Hate Yourself with Style
- «Dirty Lies» (Promo-CDS) (November 2005)
- «Without a Case» (Video single) (December 2005)

Life Will Kill You
- «The Price We Pay» (Video single) (July 2007)
- «Prisoners» (Video single) (September 2007)

### Видео
- «Nigger v1» (1993?)
- «Nigger v2» (1993)
- «The Truth» (1993)
- «Warfair» (1993)
- «Pin Me Down» (1995)
- «Do What I Say» (1995)
- «Tomorrow» (1996)
- «Biggest & the Best» (1997)
- «Two Sides» (1997)
- «Out to Get Me» (2001)
- «Nothing Going On» (2001)
- «Recipe for Hate» (2003)

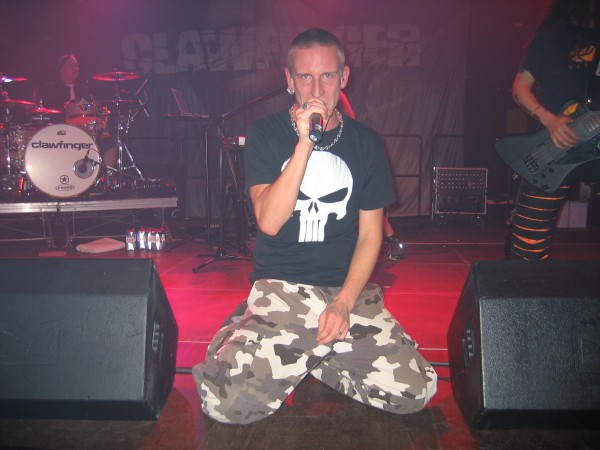
Clawfinger

- «Recipe for Hate» (2003) (Edit by Jocke Skog)
- «Grumpy Old Men on a Mission» (2005) (web released documentary on the making of «Hate Yourself With Style») 46.55min
- «Dirty Lies» (2005)
- «Hate Yourself With Style» (2005) (web-only video by Bard Torstensen)
- «Without a Case» (2005)
- «The Price We Pay» (2007)
- «Prisoners» (2007)
- «Save Our Souls» (2017)
- «Tear You Down» (2019)
- «Environmental Patients» (2022)

## Состав
- Зак Телл — вокал, MC
- Борд Торстенсен — гитара, бэк-вокал
- Андре Ског — бас-гитара, бэк-вокал
- Мике Дален — ударные, перкуссия, бэк-вокал
- Йоке Ског — клавишные, вокал

Бывшие участники 
- Эрленд Оттем — гитара
- Хенка Юханссон — ударные
- Мортен Скауг — ударные
- Оттар Вигерстёль — ударные